# Malaysias Grand Prix 2009
Malaysias Grand Prix 2009 var det andra av 17 lopp ingående i formel 1-VM 2009.

## Rapport
Jenson Button i  Brawn tog sin andra raka pole position och startade i första raden tillsammans med Jarno Trulli i Toyota. Bakom dessa startade Timo Glock i Toyota och Nico Rosberg i Williams följda av Mark Webber i Red Bull och Robert Kubica i BMW Sauber. I fjärde raden stod Kimi Räikkönen i Ferrari och Rubens Barrichello i Brawn följda av Fernando Alonso i Renault och Nick Heidfeld i BMW Sauber.
Lewis Hamilton och  Heikki Kovalainen i McLaren kvalade in på trettonde respektive fjortonde plats. Felipe Massa i Ferrari missade Q2 och kvalade in på sextonde plats.
Rosberg gjorde en mycket bra start och tog ledningen före Trulli och Button. Button kom dock tillbaka starkt och satte snabbaste varv och var i ledningen då loppet stoppades på grund av ett skyfall som gjorde banan okörbar.

## Resultat

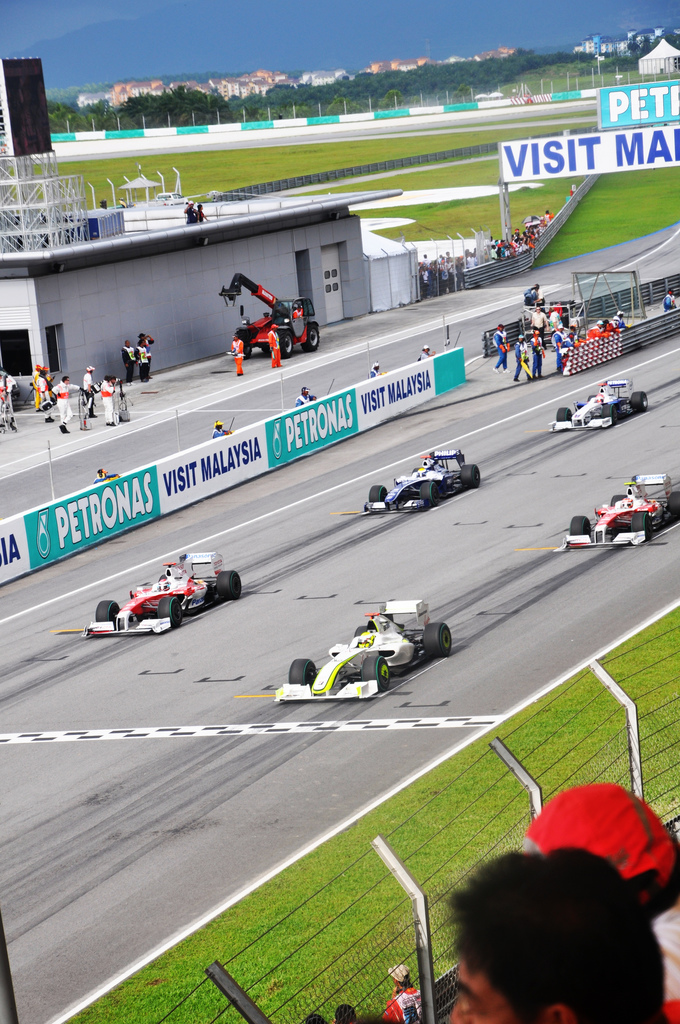
Starten i Malaysia 2009

1. Jenson Button, Brawn-Mercedes, 5 poäng
2. Nick Heidfeld, BMW Sauber, 4
3. Timo Glock, Toyota, 3
4. Jarno Trulli, Toyota, 2,5
5. Rubens Barrichello, Brawn-Mercedes, 2
6. Mark Webber, Red Bull-Renault, 1,5
7. Lewis Hamilton, McLaren-Mercedes, 1
8. Nico Rosberg, Williams-Toyota, 0,5
9. Felipe Massa, Ferrari
10. Sébastien Bourdais, Toro Rosso-Ferrari
11. Fernando Alonso, Renault
12. Kazuki Nakajima, Williams-Toyota
13. Nelsinho Piquet, Renault
14. Kimi Räikkönen, Ferrari
15. Sebastian Vettel, Red Bull-Renault (varv 30, snurrade av)
16. Sébastien Buemi, Toro Rosso-Ferrari (30, snurrade av)
17. Adrian Sutil, Force India-Mercedes (30, +1 varv)
18. Giancarlo Fisichella, Force India-Mercedes (29, snurrade av)

### Förare som bröt loppet
- Robert Kubica, BMW Sauber (varv 1, motor)
- Heikki Kovalainen, McLaren-Mercedes (0, snurrade av)